# Regione Insulare
La Regione Insulare è una delle due regioni della Guinea Equatoriale.

La regione ha un'area di 2.034 km² e una popolazione di 612.807 abitanti secondo il censimento del 2013.

Il capoluogo è Malabo (che è anche capitale dello stato), ma altre città importanti sono Luba, Riaba, Rebola, Santiago de Baney e San Antonio de Palé.

## Geografia fisica
La Regione Insulare comprende le due isole più grandi della Guinea Equatoriale più lontane dalla terraferma Guinea Equatoriale, l'isola di Bioko  che si trova a 40 km dalle coste del Camerun e l'isola di Annobón che si trova a 220 km dalla costa del Gabon e a 180 km dall'isola di São Tomé (São Tomé e Príncipe).
Invece le isole della Baia di Corisco (Corisco, Elobey Grande, Elobey Chico) sono amministrate dalla Regione Continentale.

## Isole
| Isola   | Superficie | Popolazione | Provincia/e          | Coorddinate   |
| ------- | ---------- | ----------- | -------------------- | ------------- |
| Bioko   | 2.017 km²  | 592.066     | Bioko Nord Bioko Sud | 3°30′N 8°42′E |
| Annobón | 17 km²     | 20.741      | Annobón              | 1°25′N 5°38′E |